# ایچاکا دیارا
ایچاکا دیارا (انگلیسی: Ichaka Diarra؛ زادهٔ ۱۸ ژانویهٔ ۱۹۹۵) بازیکن فوتبال اهل مالی است.
از باشگاه‌هایی که در آن بازی کرده است می‌توان به باشگاه فوتبال اسپرانس تونس اشاره کرد.
وی همچنین در تیم‌های ملی فوتبال زیر ۲۰ سال مالی و مالی بازی کرده است.